# متاحف وصالات عرض كيبك

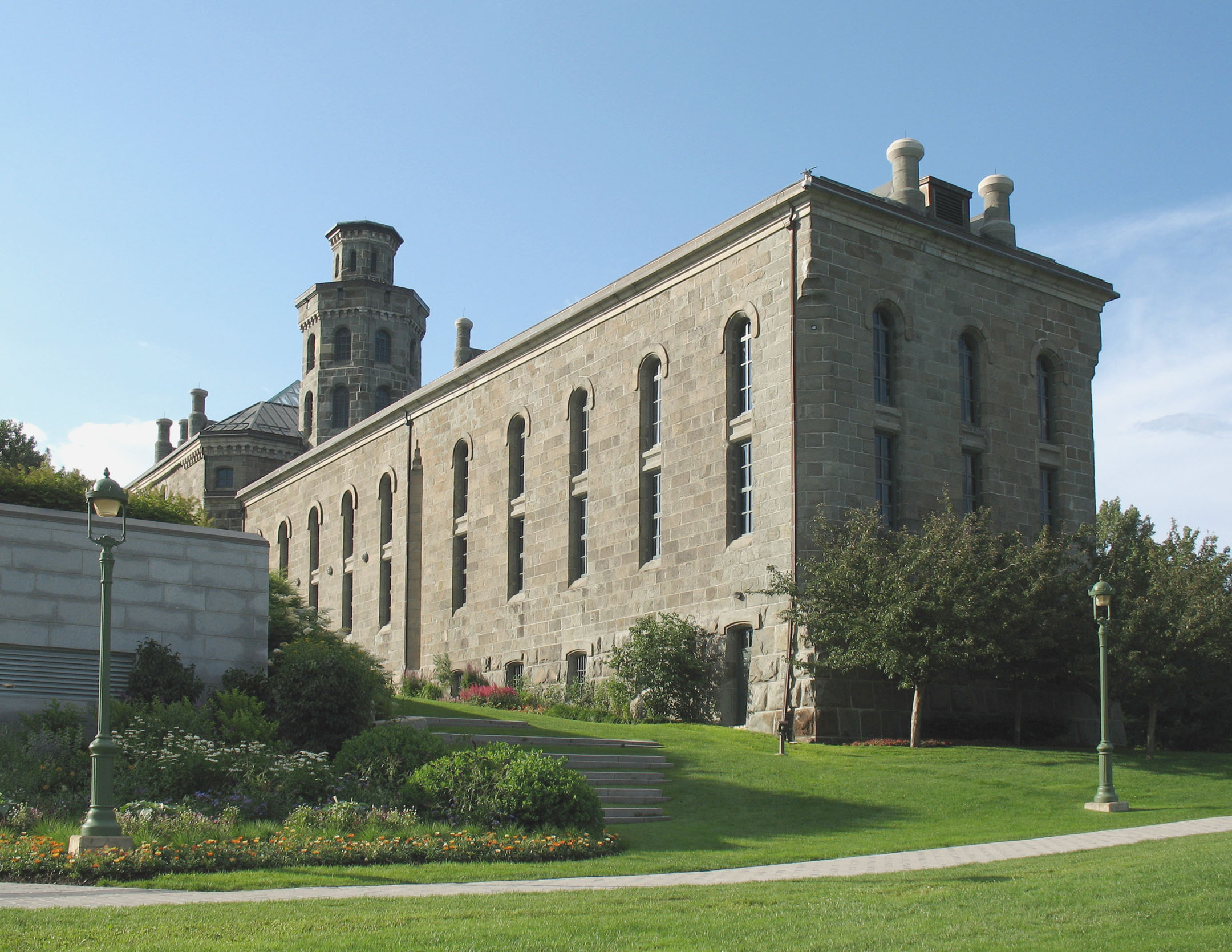
المتحف الوطني للفنون الجميلة بكيبك

هذه المقالة هي مقالة تكميلية لمدينة كيبك.

## المتاحف
- المتحف الوطني للفنون الجميلة بكيبك
- متحف الحضارة
- متحف اورسلينات البحيرات الثلاث
- مركز تفسير الساحة الملكية
- دار الفارس
- متحف أمريكا الفرنسية
- متحف اوغستينات الموناستير
- متحف اوغستينات
- متحف اورسلينات كيبك
- متحف القلعة
- متحف بون باستور
- متحف الشمع
- متحف كنيسة جان باتيست كيبك
- منحف كاتيدراءية نوتر دام دي كيبك
- متحف خبرة كيبك
- متحف الفوج الملكي 22 وقلعة كيبك
- المتحف البحري بكيبك
- فضاء فيلكس

## مراكز التفسير والمواقع التاريخية

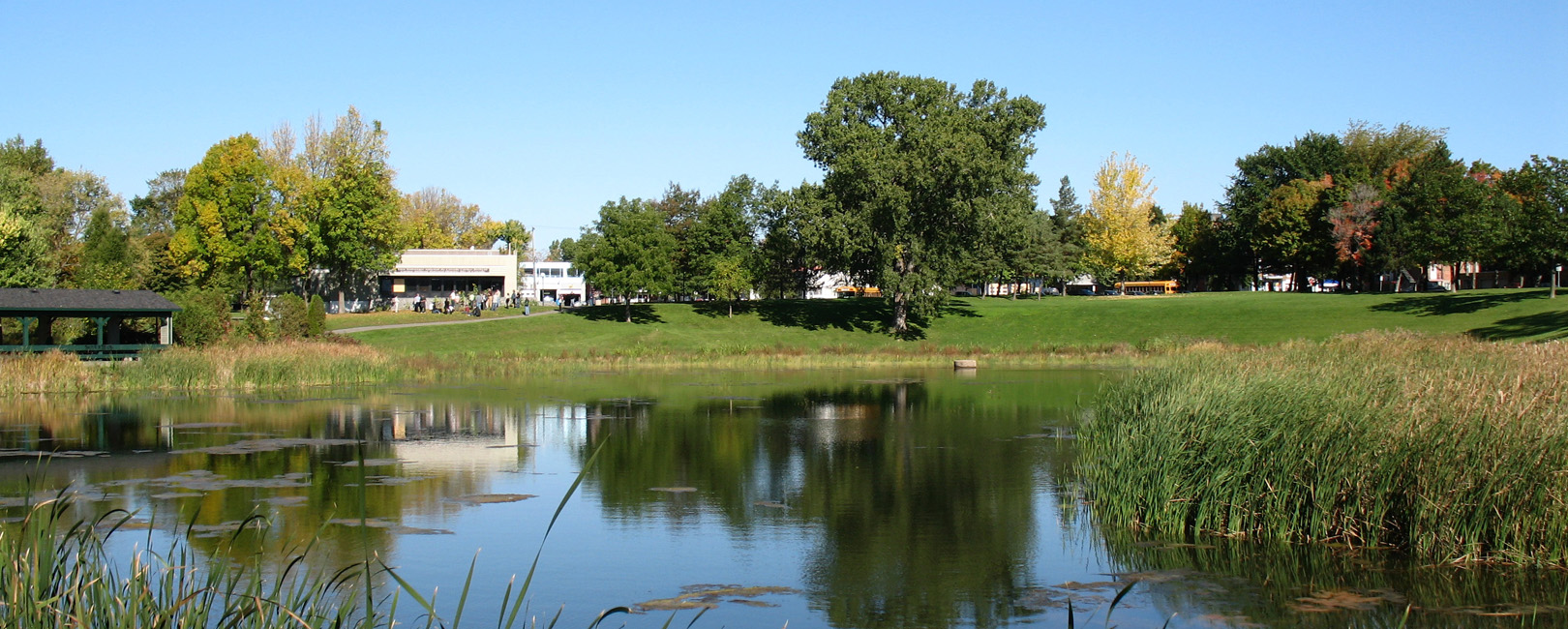
حي بريبوف

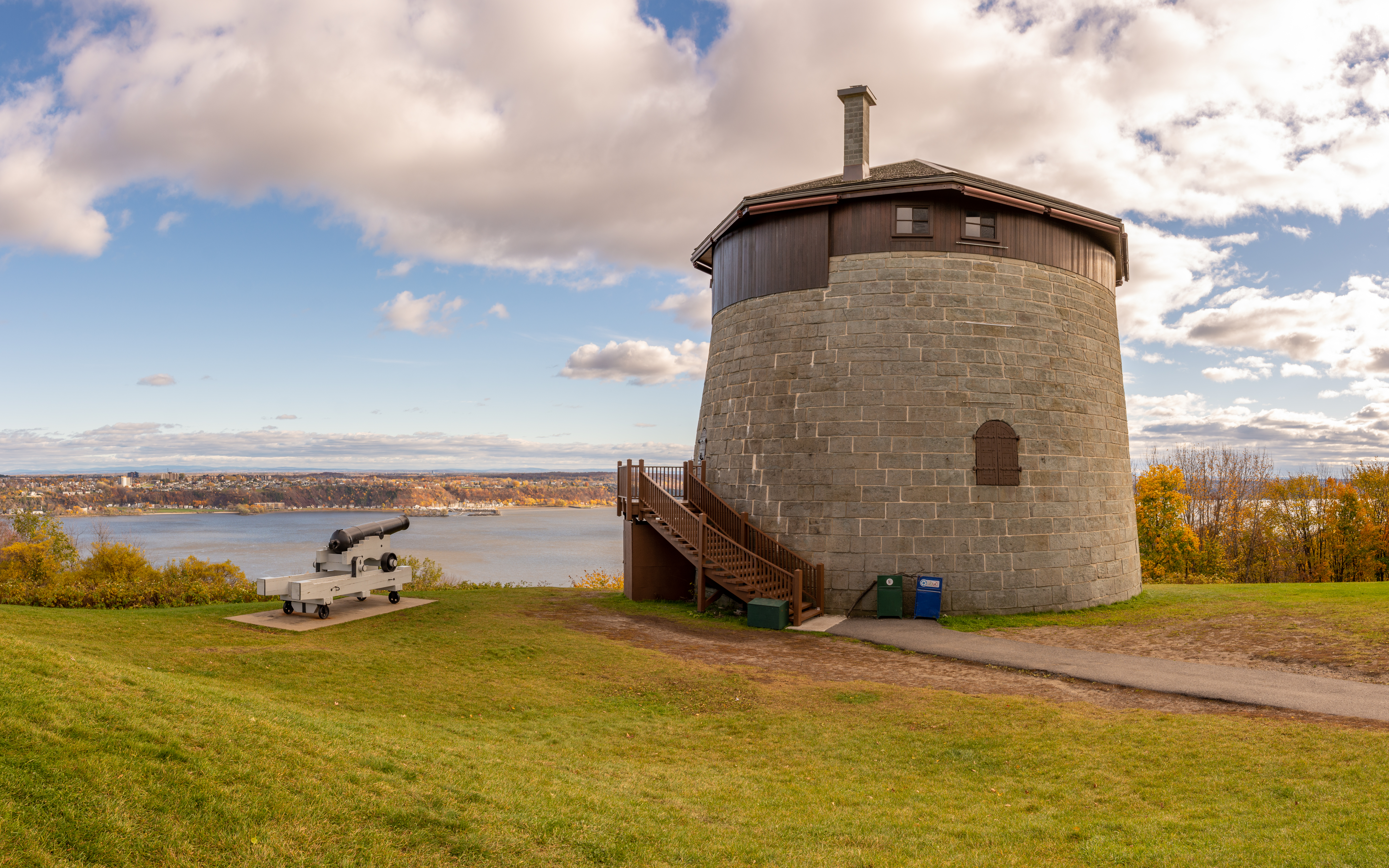
برج مورتيلو 1

- مركز تفسير حديقة المنحدر وشلال كبير كوبا
- مركز تفسير حديقة ارض المعارك
- مركز تفسير الميناء القديم بكيبك
- مركز التفسير التاريخي بدائرة سانت فوي نسخة محفوظة 11 مارس 2013 على موقع واي باك مشين.
- مركز تفسير الحياة الحضرية بكيبك نسخة محفوظة 11 مارس 2013 على موقع واي باك مشين.
- حديقة كارتيي بريبوف
- الموقع التاريخي الوطني الكندي تحصينات كيبك
- الموقع التاريخي الوطني الكندي حديقة المدفعية
- متحف طاحونة الجيسويتات
- دار افرايم بدارد بشارل سبورغ نسخة محفوظة 11 مارس 2013 على موقع واي باك مشين.
- دار اكتشاف سهول إبراهيم
- دار Henry-Stuart
- دار Léon-Provancher نسخة محفوظة 11 مارس 2013 على موقع واي باك مشين.
- بيت التراث Louis S.-St-Laurent
- قصر فرونتناس - جولات إرشادية للجماعات المدرسة
- الكنيسة التاريخية بون باستور
- فندق البرلمان
- جزيرة القلاع نسخة محفوظة 11 مارس 2013 على موقع واي باك مشين.
- برج مارتيلو 1
- دار Tessier-Dit-Laplante ببوبور

## صالات العرض
اعرض لكم قطعة حجرية تشابه الخنجر مرفق معاها شهادة من متحف بالهند / حيدر اباد تحكي وتتكلم على الخنجريعود تاريخه لفوق 7000 سنة منذ العصر الحجري عندما كانو يفلقو الصخور ولتواصل على الاسكايبي zxzx201415

## متاحف ايكولوجية
- متحف الشوكولاته
- متحف الفرو الإيكولوجي
- متحف الدمية الإيكولوجي
- متحف الزجاج الإيكولوجي
- متحف الزجاج الملون الإيكولوجي
- متحف المغامرو لوكليرك